# Sonoma State Seawolves
Sonoma State Seawolves (español: los Lobos Marinos de la Estatal de Sonoma) es el nombre de los equipos deportivos de la Universidad Estatal de Sonoma, situada en Rohnert Park, California. Los equipos de los Seawolves participan en las competiciones universitarias organizadas por la NCAA, y forman parte desde 2000 de la CCAA, excepto en waterpolo que pertenecen a la Western Water Polo Association y en tenis a la Pacific West Conference.

## Programa deportivo
Los Seawolves compiten en 5 deportes masculinos y en otros 9 femeninos:
| - Masculino - Baloncesto - Fútbol - Béisbol - Golf - Tenis | - Femenino - Baloncesto - Fútbol - Voleibol - Cross - Atletismo - Softball - Golf - Natación - Waterpolo |

## Instalaciones deportivas
- The Wolves' Den es el pabellón donde disputan sus competiciones los equipos de baloncesto y voleibol. Tiene una capacidad para 2.000 espectadores y fue inaugurado en 1968.[1]

- Seawolf Soccer Field es el estadio donde disputan sus encuentros los equipos de fútbol. Tiene una capacidad para 1.200 espectadores.[2]